# Ugolino Ugolini
Ugolino Ugolini (Firenze, 27 novembre 1924 – Firenze, 27 giugno 2009) è stato un imprenditore e dirigente sportivo italiano.
Fondatore della Gover, una delle fabbriche toscane più importanti del dopoguerra, entrò a far parte del consiglio di amministrazione della ACF Fiorentina nel 1961, divenendone vicepresidente, negli anni del secondo scudetto viola, amministratore delegato e, dal 1971 al 1977, presidente; nel corso di questi anni vinse una Coppa Italia il 28 giugno 1975 e la Coppa di Lega Italo-Inglese nella stagione 1975-1976.